# Titularbistum Bitylius
Bitylius (ital.: Bitilio) ist ein Titularbistum der römisch-katholischen Kirche.
Es geht zurück auf einen untergegangenen Bischofssitz der Stadt Bait Lahiya in der römischen Provinz Syria Palaestina bzw. Palaestina Prima, der der Kirchenprovinz Caesarea in Palaestina angehörte.
| Titularbischöfe von Bitylius |                                   |                                                                     |                  |                  |
| Nr.                          | Name                              | Amt                                                                 | von              | bis              |
| 1                            | Alexandre-Paul-Marie Chabanon MEP | Apostolischer Koadjutorvikar/ Apostolischer Vikar von Huê (Vietnam) | 3. Juli 1930     | 4. Juni 1936     |
| 2                            | Alfredo Viola                     | Koadjutorbischof von Salto (Uruguay)                                | 25. Juli 1936    | 20. Mai 1940     |
| 3                            | Jean-Marie Vittoz                 | Weihbischof in Grenoble (Frankreich)                                | 9. November 1940 | 9. Mai 1963      |
| 4                            | Jan Zaręba                        | Weihbischof in Włocławek (Polen)                                    | 25. Juni 1963    | 20. Oktober 1969 |
| 5                            | Alberto Giglioli                  | Weihbischof in Siena (Italien)                                      | 24. April 1970   | 7. Oktober 1975  |
| 6                            | Marcelo Pinto Carvalheira OSB     | Weihbischof in Paraíba (Brasilien)                                  | 29. Oktober 1975 | 9. November 1981 |